# Proscissio lateralis
Proscissio lateralis là một loài ruồi trong họ Tachinidae.